# آيت موسى (بوطروش)
آيت موسى هي إحدى مشيخات المملكة المغربية، تتبع جغرافيا لإقليم سيدي إفني وإداريًا لبوطروش. يقدر عدد سكانها بـ 23585 نسمة حسب الإحصاء الرسمي للسكان والسكنى لسنة 2004.